# Stockheim, Oberfranken
Stockheim är en kommun och ort i Landkreis Kronach i Regierungsbezirk Oberfranken i förbundslandet Bayern i Tyskland.